# Hohenbergia membranostrobilus
Hohenbergia membranostrobilus là một loài thực vật có hoa trong họ Bromeliaceae. Loài này được Mez mô tả khoa học đầu tiên năm 1891.